# Kancjonał

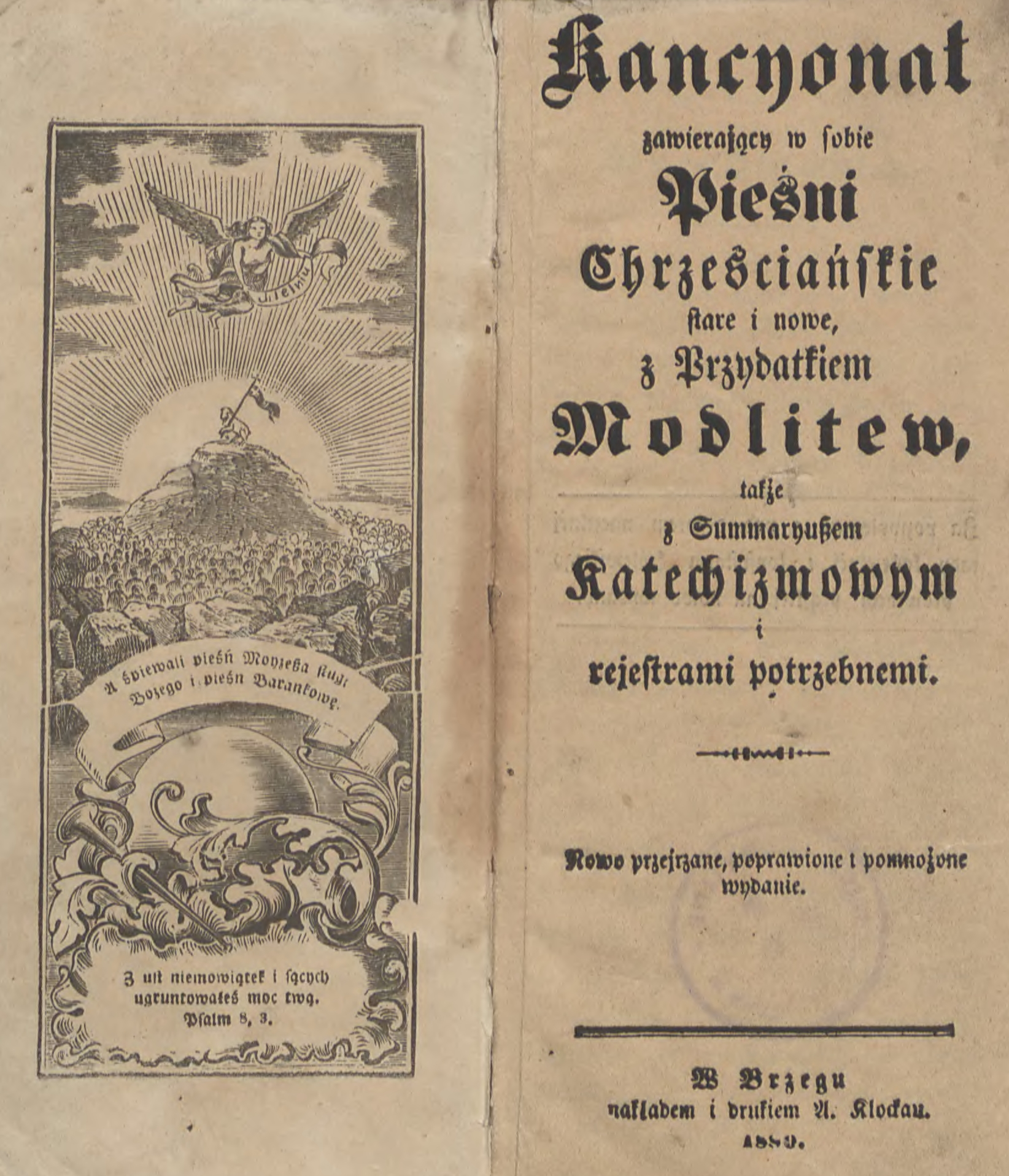
Kancjonał brzeski wydany przez Roberta Fiedlera w języku polskim w Brzegu w 1859 roku.

Kancjonał (łac. canticum – monolog, pieśń; średniowieczne cantionale) – w XIV w., zbiór popularnych pieśni religijnych lub śpiewów liturgicznych – kantyk i kantyczek (z nutami lub bez). Nazwa z czasem zastąpiona przez bardziej spopularyzowaną: „kantyczki”.

## Historia
Określenie używane głównie w Niemczech i Czechach od połowy XV wieku. Początkowo kancjonałem był zbiór śpiewów liturgicznych Kościoła katolickiego, jednak później zamieszczano w nim również inne śpiewy religijne, przede wszystkim chorały luterańskie.

## Pierwsze kancjonały
Kancjonał kórnicki
Kancjonał puławski
Kancjonał Biblioteki Czartoryskich
Kancyjonał albo księgi chwał boskich Walentego z Brzozowa sporządzony ok. 1554/1569
Kancyjonał albo pieśni duchowne z Pisma Św. ku czci a chwale samemu Panu Bogu Piotra Artomiusza sporządzony ok. 1587
Kancyjonał piosnek rozmaitych a nabożnych napisany Roku Pańskiego 1586
Kancyjonał z nutami z 1586 oraz kolejne pod taką nazwą
Do najbardziej znanych kancjonałów należą
Kancjonał istebnicki (ok. 1420)
Kancjonał gotajski (1646–1649)
Kancjonał brzeski (1673) polskojęzyczny kancjonał wydany w śląskim Brzegu.
Dysydenckie
Kancjonał puławski
Kancjonał Zamoyskich
Kancjonał wschowski

## Luterańskie kancjonały XIX-wieczne
- Kancyonał czyli śpiewnik dla chrześcian ewangielickich zebrany i ułożony za staraniem ewangielickiego duchowieństwa w Śląsku austryackim, wydanie drugie, Nakładca ks. Jerzy Heczko, drukarz Karol Prochaska, Cieszyn 1866, ss. 111
- Kancyonał czyli śpiewnik dla chrześcian ewangielickich, Wydawnictwo Karol Prochaska, Cieszyn 1897, ss. 691
- Kancyonał czyli śpiewnik dla chrześcijan ewangelickich. Zatwierdzony przez synod wolny ewangelicki augsb. wyzn., wydanie jedenaste, nakładem c. i k. nadwornej księgarni Karola Prochaski, Cieszyn 1899
- Kancyonał czyli śpiewnik dla chrześcijan ewangelickich. Zatwierdzony przez synod wolny ewangelicki augsb. wyzn., wydanie szesnaste, Meyer & Raszka, Cieszyn 1914, ss. 692.
- Kancjonał czyli śpiewnik dla chrześcian ewangelickich, wydanie siedemnaste, Towarzystwo Ewangelickie w Cieszynie (b.d.w.)

## Współczesne polskie kancjonały protestanckie
- Harfa syjońska
- Śpiewnik Kościoła Ewangelicko-Augsburskiego w PRL (1956)
- Śpiewnik Pielgrzyma
- Śpiewnik Ewangelicki (2002)

## Wydawcy kancjonałów
- Aleksander Augezdecky
- Robert Fiedler
- M. Hey-Stawicki
- Jan Seklucjan
- Walenty z Brzozowa
- Bartłomiej Groicki
- P. Artomiusz
- K. Kraiński
- Fryderyk Mortzfeld
- Jan Jakub Gräber
- Jonathan Paul